# Штауфен-им-Брайсгау
Штауфен-им-Брайсгау (нем. Staufen im Breisgau) — город в Германии, в земле Баден-Вюртемберг.
Подчинён административному округу Фрайбург. Входит в состав района Брайсгау — Верхний Шварцвальд. Население составляет 7628 человек (на 31 декабря 2010 года). Занимает площадь 23,26 км². Официальный код — 08 3 15 108.
Город подразделяется на 3 городских района.
Является местом смерти Иоганна Фауста.

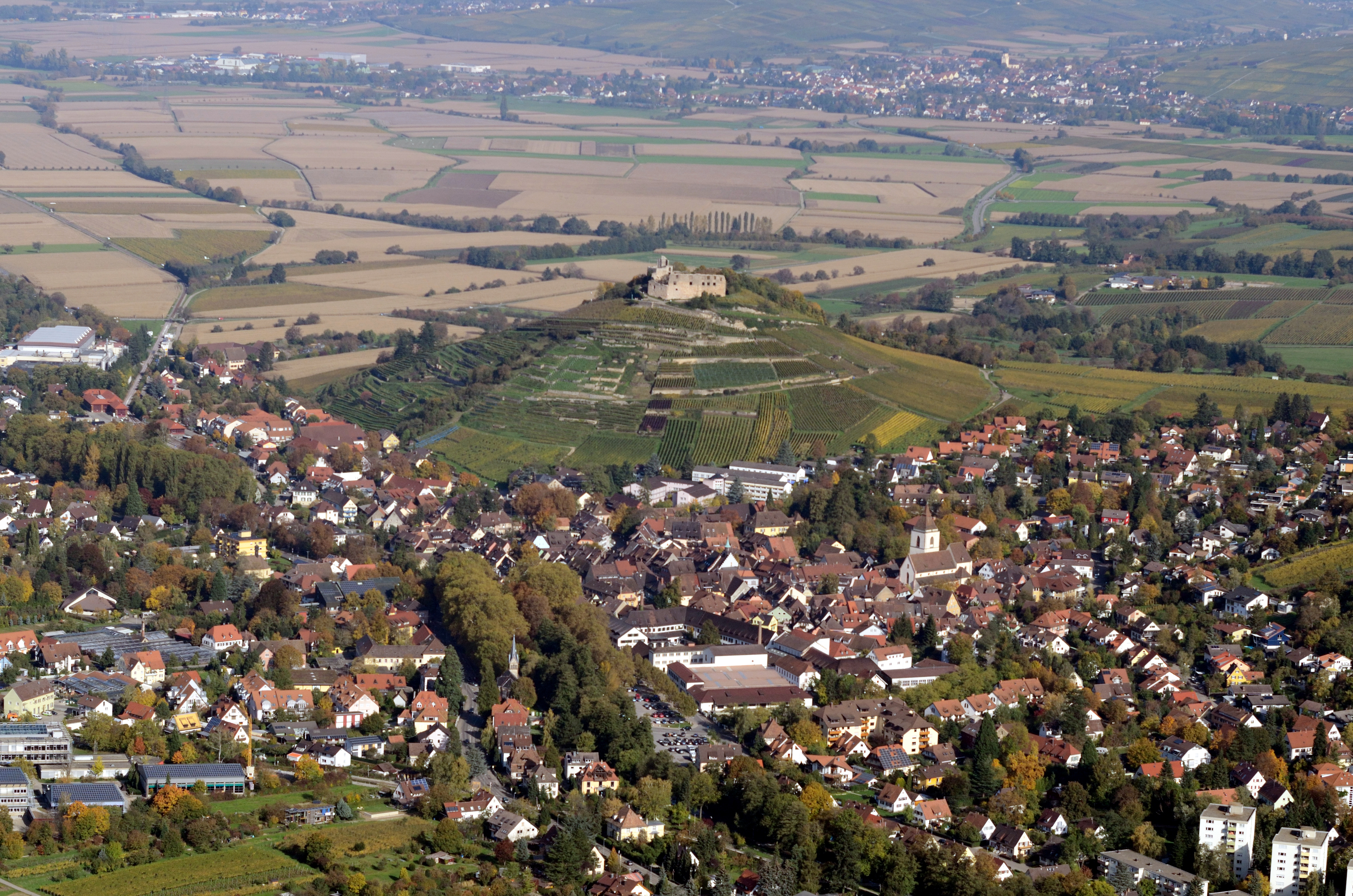
воздушный снимок